# Zebra Lounge
Zebra Lounge è un film per la televisione canadese-statunitense del 2001 diretto da Kari Scogland.

## Trama
Una coppia di coniugi Louise e Jack Bauer, insoddisfatti della loro banale vita di periferia, si concedono una vacanza con una coppia incontrata allo Zebra Lounge.